# Pampadromaeus
Pampadromaeus (od słowa pampa w języku keczua oraz od greckiego słowa dromaeus oznaczającego "biegacz") – rodzaj niewielkiego (długość czaszki nieco ponad 10 cm) bazalnego zauropodomorfa żyjącego w późnym triasie (prawdopodobnie późny karnik, 230–228 mln lat temu) na terenach dzisiejszej Ameryki Południowej.
Gatunkiem typowym jest P. barberenai (nazwany na cześć brazylijskiego paleontologa Mário C. Barbereny), którego holotypem jest niekompletny szkielet ULBRA-PVT016 z zachowaną większością kości czaszki, kawałkami żuchwy, niekompletnym kręgosłupem (na który składa się prawy neurapophysis – kostny wyrostek tworzący łuk kręgu – dźwigacza, kręgi tułowia i ogonowe, składająca się z dwóch kręgów kość krzyżowa oraz żebra i żebra szyjne), prawą i niekompletną lewą łopatką, prawą kością ramienną i łokciową, niekompletnymi kośćmi biodrowymi, częścią lewej kości kulszowej, częścią lewej i niemal kompletną prawą kością udową, proksymalną (górną) połową lewej kości piszczelowej, trzonem prawej kości piszczelowej, obiema kośćmi strzałkowymi oraz różnymi kośćmi śródstopia i paliczkami. Holotyp P. barberenai odkryto w osadach formacji Santa Maria około 2 km na zachód od miasta Agudo w brazylijskim stanie Rio Grande do Sul.
W szkielecie P. barberenai występują zarówno cechy budowy charakterystyczne dla szkieletów zauropodomorfów, jak i takie, które spotykane są u przedstawicieli innych grup dinozauromorfów. Podobnie jak u innych zauropodomorfów szerokość końca dalszego kości ramiennej Pampadromaeus przekracza 30% jej długości; podobnie jak u innych bazalnych zauropodomorfów na kości łuskowej P. barberenai występował wentralny (skierowany ku dołowi) wyrostek kostny w kształcie paska. Kość przedczołowa nie ma płytki kostnej przykrywającej kość łzową – podobnie jak u saturnalii, ale inaczej niż u wielu innych bazalnych zauropodomorfów. Od innych zauropodomorfów (z wyjątkiem eoraptora – przy założeniu, że należał on do Sauropodomorpha) P. barberenai odróżnia długość jego czaszki, wynosząca więcej niż 2/3 długości kości udowej – podobnie jak u takich dinozauromorfów jak herrerazaur, staurikozaur czy silezaur; inne zauropodomorfy cechowały się natomiast proporcjonalnie krótszymi czaszkami. W miejscu styku kości przedszczękowej i szczękowej krawędź zębodołowa jest wklęsła, podobnie jak u niektórych neoteropodów (m.in. u celofyza, megapnozaura czy dilofozaura). P. barberenai miał po 4 zęby w kościach przedszczękowych i po ok. 20 w kościach szczękowych i zębowych.  Korony większości zębów Pampadromaeus mają lancetowaty kształt i ząbkowaną krawędź; jednak przednie zęby wyrastające z kości przedszczękowej i zębowej są węższe i nie mają piłkowanej krawędzi (pod tym względem Pampadromaeus przypomina neoteropody z grupy Coelophysoidea). Dodatkowo P. barberenai  miał ok. 15 szczątkowych zębów wyrastających z podniebienia; jest on jednym z trzech znanych dinozaurów (obok eoraptora i Eodromaeus), u których występowały zęby wyrastające z podniebienia. Podudzie Pampadromaeus jest dłuższe od jego kości udowej (odwrotnie niż u saturnalii); według autorów jego opisu P. barberenai mógł być zwierzęciem zdolnym do szybkiego biegu, prawdopodobnie był też w pełni dwunożny. Wydatny grzebień nadpanewkowy sugeruje, że P. barbarenai mógł utrzymywać tułów uniesiony o ponad 20° w stosunku do osi poziomej, przynajmniej w trakcie szybkiego poruszania się. Delcourt i in. (2012) szacują długość kości udowej Pampadromaeus na 117 mm – na tej podstawie jego masę oceniają na w przybliżeniu 2,5 kg.
Z przeprowadzonych przez autorów jego opisu analiz kladystycznych (w oparciu o zmodyfikowane macierze danych z analiz Martíneza i Alcobera z 2009 roku, Ezcurry z 2010 r., Nesbitta i współpracowników z 2010 r. oraz Martíneza i współpracowników z 2011 r.) wynika, że Pampadromaeus był bazalnym przedstawicielem Sauropodomorpha sensu Galton i Upchurch, 2004 (tj. kladu obejmującego wszystkie taksony bliżej spokrewnione z saltazaurem niż z teropodami) nienależącym do Sauropodomorpha sensu Sereno, 1998 (tj. kladu obejmującego plateozaura, saltazaura, ich ostatniego wspólnego przodka i wszystkich jego potomków). Jego dokładna pozycja filogenetyczna jest niepewna; na drzewie filogenetycznym wygenerowanym w oparciu o macierz danych z analizy Nesbitta i współpracowników (2010) P. barberenai jest najbardziej bazalnym zauropodomorfem, natomiast na pozostałych drzewach filogenetycznych jest on w nierozwikłanej politomii z innymi bazalnymi rodzajami (tj. z rodzajem Saturnalia lub z kladem obejmującym rodzaje Saturnalia i Chromogisaurus, z rodzajem Panphagia, na niektórych drzewach także z rodzajami Guaibasaurus i Agnosphitys lub z rodzajem Eoraptor) oraz z kladem obejmującym wszystkie pozostałe zauropodomorfy.